# UFC 14
EA Sports UFC — гра, заснована на бренді Ultimate Fighting Championship (Абсолютний бійцівський чемпіонат). Штучний інтелект в EA Sports UFC в реальному часі підлаштовується під зміни стратегії гравця, таким чином, геймплей реалістичніше, ніж в попередніх частинах UFC. На початок кар'єрного режиму включений «Абсолютний боєць» (The Ultimate Fighter). Протягом кар'єри гравець може розкривати різні перкі. Підтримується онлайновий чемпіонат.

Гра містить близько 100 бійців і 5 вагових категорій, надалі будуть доповнення допомогою DLC.

## Ігровий процес
Гра з штучним інтелектом включає зміни в стратегії гри, щоб зробити ігровий досвід більш реалістичним, ніж в попередніх іграх UFC. У грі також присутній імітація Повної деформіції тіла. Так само присутні гравці яких можна розблокувати протягом гри.

## Розробка
Історії гри передував конфлікт між президентом UFC Деной Уайтом і Electronic Arts, що почався, коли EA відмовилася від пропозиції UFC розробити гру UFC. Тоді UFC звернулася до THQ, і в результаті було продано 2000000 копій UFC 2009 Undisputed. Завдяки успіху THQ зробила сиквел, UFC Undisputed 2010, а потім і UFC Undisputed 3 (2012).

## Саундтрек
DMX — No Sunshine
Israel Kamakawiwo — E Ala Ē
Diddy — Dirty Money — Coming Home
Sean Paul — Head In The Zone
Band of Skulls — Asleep at the Wheel
Mario — Let Me Love You